# Округ Нокс (Кентаки)
Округ Нокс (енгл. Knox County) је округ у америчкој савезној држави Кентаки.

## Демографија
По попису из 2010. године број становника је 31.883, што је 88 (0,3%) становника више него 2000. године.
| Група             | 2000.          | 2010.          |
| Белци             | 30.970 (97,4%) | 30.805 (96,6%) |
| Афроамериканци    | 262 (0,8%)     | 346 (1,1%)     |
| Азијати           | 53 (0,2%)      | 67 (0,2%)      |
| Хиспаноамериканци | 180 (0,6%)     | 270 (0,8%)     |
| Укупно            | 31.795         | 31.883         |